# Schi fond la Jocurile Olimpice de iarnă din 2014
Probele sportive de schi fond la Jocurile Olimpice de iarnă din 2014 s-au desfășurat în perioada 8-23 februarie 2014 la la Complexul de biatlon și schi Laura din Krasnaia Poliana, Rusia (în apropierea orașului Soci).
În noiembrie 2017, sportivii ruși Aleksandr Legkov și Maksim Vîlegjanin au fost găsiți vinovați în scandalul de dopaj instituționalizat din Rusia și au fost deposedați de medaliile obținute.

## Calendarul competiției
Acest calendar cuprinde toate cele 12 probe de schi fond.
Toate orele sunt în Ora României (UTC+2).
| Dată         | Oră   | Probă                                     |
| ------------ | ----- | ----------------------------------------- |
| 8 februarie  | 12:00 | Schiatlon feminin                         |
| 9 februarie  | 12:00 | Schiatlon masculin                        |
| 11 februarie | 12:00 | Calificare individual masculin/feminin    |
| 11 februarie | 16:00 | Finale individual masculin/feminin        |
| 13 februarie | 12:00 | Clasic 10 km feminin                      |
| 14 februarie | 12:00 | Clasic 15 km masculin                     |
| 15 februarie | 12:00 | Ștafetă feminină 4 x 5 km                 |
| 16 februarie | 12:00 | Ștafetă masculină 4 x 10 km               |
| 19 februarie | 11:15 | Calificare sprint clasic masculin/feminin |
| 19 februarie | 15:45 | Finale sprint clasic masculin/feminin     |
| 22 februarie | 11:30 | Start în masă feminin 30 km               |
| 23 februarie | 09:00 | Start în masă masculin 50 km              |

## Sumar medalii

### Clasament pe țări
| Loc | Țară           | Aur | Argint | Bronz | Total |
| --- | -------------- | --- | ------ | ----- | ----- |
| 1   | Norvegia (NOR) | 5   | 2      | 4     | 11    |
| 2   | Suedia (SWE)   | 2   | 5      | 4     | 11    |
| 3   | Elveția (SUI)  | 2   | 0      | 0     | 2     |
| 4   | Finlanda (FIN) | 1   | 2      | 0     | 3     |
| 5   | Polonia (POL)  | 1   | 0      | 0     | 1     |
| 6   | Franța (FRA)   | 0   | 0      | 1     | 1     |
| 6   | Germania (GER) | 0   | 0      | 1     | 1     |
| 6   | Rusia (RUS)    | 0   | 0      | 1     | 1     |
| 6   | Slovenia (SLO) | 0   | 0      | 1     | 1     |
|     | Total          | 11  | 9      | 12    | 32    |

### Masculin
| Probă sportivă    | Aur                                                                             | Aur       | Argint                         | Argint    | Bronz                                                                                            | Bronz     |
| 15 km clasic      | Dario Cologna · Elveția (SUI)                                                   | 38:29.7   | Johan Olsson · Suedia (SWE)    | 38:58.2   | Daniel Richardsson · Suedia (SWE)                                                                | 39:08.5   |
| 30 km schiatlon   | Dario Cologna · Elveția (SUI)                                                   | 1:08:15.4 | Marcus Hellner · Suedia (SWE)  | 1:08:15.8 | Martin Johnsrud Sundby · Norvegia (NOR)                                                          | 1:08:16.8 |
| 50 km liber       | vacant                                                                          |           | vacant                         |           | Ilia Cernousov · Rusia (RUS)                                                                     | 1:46:56.0 |
| Ștafetă 4 x 10 km | Suedia (SWE) · Lars Nelson · Daniel Richardsson · Johan Olsson · Marcus Hellner | 1:28:42.0 | vacant                         |           | Franța (FRA) · Jean-Marc Gaillard · Maurice Manificat · Robin Duvillard · Ivan Perrillat Boiteux | 1:29:13.9 |
| Sprint            | Ola Vigen Hattestad · Norvegia (NOR)                                            | 3:38.4    | Teodor Peterson · Suedia (SWE) | 3:39.6    | Emil Joensson · Suedia (SWE)                                                                     | 3:55.2    |
| Sprint echipe     | Finlanda · Iivo Niskanen · Sami Jauhojaervi                                     | 23:14.89  | vacant                         |           | Suedia · Emil Joensson · Teodor Peterson                                                         | 23:30.01  |

### Feminin
| Probă sportivă   | Aur                                                                          | Aur       | Argint                                                                                       | Argint    | Bronz                                                                                | Bronz     |
| 10 km clasic     | Justyna Kowalczyk · Polonia (POL)                                            | 28:17.8   | Charlotte Kalla · Suedia (SWE)                                                               | 28:36.2   | Therese Johaug · Norvegia (NOR)                                                      | 28:46.1   |
| 15 km schiatlon  | Marit Bjørgen · Norvegia (NOR)                                               | 38:33.6   | Charlotte Kalla · Suedia (SWE)                                                               | 38:35.4   | Heidi Weng · Norvegia (NOR)                                                          | 38:46.8   |
| 30 km liber      | Marit Bjoergen · Norvegia (NOR)                                              | 1:11:05.2 | Therese Johaug · Norvegia (NOR)                                                              | 1:11:07.8 | Kristin Stoermer Steira · Norvegia (NOR)                                             | 1:11:28.8 |
| Ștafetă 4 x 5 km | Suedia (SWE) · Ida Ingemarsdotter · Emma Wikén · Anna Haag · Charlotte Kalla | 53:02.7   | Finlanda (FIN) · Anne Kylloenen · Aino-Kaisa Saarinen · Kerttu Niskanen · Krista Lähteenmäki | 53:03.2   | Germania (GER) · Nicole Fessel · Stefanie Boehler · Claudia Nystad · Denise Herrmann | 53:03.6   |
| Sprint           | Maiken Caspersen Falla · Norvegia (NOR)                                      | 2:35.49   | Ingvild Flugstad Oestberg · Norvegia (NOR)                                                   | 2:35.87   | Vesna Fabjan · Slovenia (SLO)                                                        | 2:35.89   |
| Sprint echipe    | Norvegia (NOR) · Ingvild Flugstad Oestberg · Marit Bjørgen                   | 16:04.05  | Finlanda (FIN) · Aino-Kaisa Saarinen · Kerttu Niskanen                                       | 16:13.14  | Suedia (SWE) · Ida Ingemarsdotter · Stina Nilsson                                    | 16:23.82  |

## Țări participante
310 de sportivi din peste 54 de țări au participat probele de schi fond, cu numărul de sportivi din delegație în paranteze. Chile și-a făcut debutul olimpic la acest sport iar din Dominica participă pentru prima dată la o ediție a JO de iarnă. Sportivii Indiei au participat sub steagul olimpic deoarece Comitetul Internațional Olimpic a suspendat Comitetul Olimpic Indian pentru fapte de corupție. Ulterior, suspendarea a fost ridicată.
| - Argentina (1) - Armenia (3) - Australia (4) - Austria (8) - Belarus (6) - Insulele Bermude (1) - Bosnia și Herțegovina (2) - Brazilia (2) - Bulgaria (4) - Canada (13) - Chile (1) - China (4) - Croația (2) - Cehia (10) | - Coreea de Sud (2) - Danemarca (1) - Dominica (2) - Estonia (7) - Finlanda (17) - Franța (15) - Germania (18) - Marea Britanie (4) - Grecia (2) - Ungaria (2) - Islanda (1) - India (1) - Iran (2) - Irlanda (1) | - Italia (16) - Japonia (6) - Kazahstan (11) - Letonia (3) - Liechtenstein (1) - Lituania (2) - Luxemburg (1) - Macedonia (2) - Republica Moldova (2) - Mongolia (2) - Nepal (1) - Norvegia (20) - Peru (1) - Polonia (10) | - România (3) - Rusia (20) - Slovacia (4) - Slovenia (5) - Serbia (3) - Suedia (19) - Elveția (14) - Togo (1) - Turcia (2) - Ucraina (8) - Statele Unite ale Americii (14) |

### Calificare
Un maxim de 310 locuri au fost disponibile pentru calificare, toate fiind ocupate. Fiecare Comitet Olimpic Național a putut trimite maxim 20 de sportivi, cu maxim 12 bărbați sau femei. Au fost două standarde de calificare: A și B.